# Play (альбом Майка Штерна)
Play  — десятий студійний альбом американського джазового гітариста Майка Штерна, випущений у 1999 році. В записі альбому взяли участь відомі гітаристи Біл Фрізел та Джон Скофілд. У 1999 році альбом піднявся до 21 позиції у списку найкращих джазових альбомів журналу Billboard.

## Список композицій
Автор всіх композицій — Майк Штерн.
1. «Play»
2. «Small World»
3. «Outta Town»
4. «Blue Tone»
5. «Tipatina's»
6. «All Heart»
7. «Frizz»
8. «Link»
9. «Goin' Under»
10. «Big Kids»

## Музиканти
- Майк Штерн — гітара
- Джон Скофілд — гітара
- Біл Фрізел — гітара
- Бен Перовскі — барабани
- Деніс Чемберс — барабани
- Лінкольн Гоїнс — бас
- Боб Малак — тенор-саксофон
- Джим Берд — клавішні